# Overdrachtsinkomen
Tot het overdrachtsinkomen behoren alle vormen van inkomen die men krijgt zonder een tegenprestatie te leveren. Belasting- en premiebetalers dragen via de overheid inkomen over aan personen die recht hebben op een uitkering of toeslag. Onder overdrachtsinkomen vallen onder andere de sociale uitkeringen, studiefinanciering, huurtoeslag, zorgtoeslag en de kinderopvangtoeslag. Bij de bijstandsuitkering wordt wel een tegenprestatie verlangd, maar die heeft niet noodzakelijk dezelfde waarde als de uitkering.  